# طب باطني
الطب الباطني أو الطب الباطني العام (في دول الكومنولث) هو الاختصاص الطبي الذي يتعامل مع الوقاية من الأمراض الباطنية وتشخيصها وعلاجها. يسمى الطبيب المتخصص في هذا المجال باسم طبيب باطني. يجب أن يكون الطبيب الباطني ماهرًا في إدارة المرضى ذوي الأمراض المتعددة في أجهزة الجسم. يتولى أطباء الباطنة كذلك العناية بالمرضى المحجوزين في المستشفى إلى جانب الذين يرحلون لمنازلهم وقد يلعبون دورًا هامًا في التدريس والبحث العلمي.
نظرًا لأن مرضى الطب الباطني كثيرا ما يكونون في حالة مرضية خطيرة أو يحتاجون اختبارات معقدة، فإن أغلب عمل الأطباء الباطنيين يكون في المستشفى. وقد يكون للطبيب الباطني تخصص فرعي في الأمراض التي تصيب أعضاء معينة أو جهاز معين.

## التسمية والتطور التاريخي
مصطلح الطب الباطني هو ترجمة للمصطلح الإنجليزي "Internal Medicine" والذي ترجع أصوله إلى مصطلح ألماني من القرن الـ19. نقب الطب الباطني عن الأسباب المرضية الكامنة للأعراض والمتلازمات عبر استخدام تحاليل معملية وتقييمات طبية سريرية للمرضى. في المقابل، كان الأطباء في الأجيال السابقة، كالقرن الـ17، يعتمدون على الدراسة الدقيقة للتاريخ المرضي للوصول للتشخيص والعلاج. ولعل أشهرهم الطبيب توماس سيدنهام، المعروف بأبو الطب الإنجليزي أو «أبقراط الإنجليزي»، والذي أسس علم تصنيف الأمراض. تجنب سيدنهام تشريح الجثث والفحص الدقيق للعمل الداخلي للجسم للبحث عن الآليات الداخلية وأسباب الأعراض. لذلك لم تحدث نهضة في علم الأمراض التشريحي والدراسات المعملية إلا بعد القرن الـ17، بقيادة جيوفاني باتيستا مورغاني، والذي يعتبر أبو علم الأمراض التشريحي. أصبحت الدراسات المعملية مهمة بشكل متزايد، مع مساهمات أطباء مثل الطبيب الألماني روبرت كوخ في القرن الـ19. شهد القرن الـ19 نهضة الطب الباطني الذي امتزج باستخدام الدراسات المعملية والاختبارات السريرية. درس العديد من الأطباء الأمريكيين الطب الباطني في ألمانيا في مطلع القرن الـ20 وأحضروا ذلك التخصص للولايات المتحدة. ولذلك تم تبني مصطلح الطب الباطني الذي كان موجودًا بالفعل في ألمانيا.

## دور الأطباء الباطنيين
أخصائيو الطب الباطني هم أطباء متخصصون مدرَّبون على التعامل خصيصًا مع الحالات المعقدة أو الأمراض الجهازية المتعددة التي قد لا يكون الطبيب المتخصص في علاج أمراض العضو الواحد غير مدرب على التعامل معها. قد يُطلب منهم التدخل في الحالات ذات الأعراض غير المتمايزة التي لا يمكن للطبيب المتخصص في أمراض العضو الواحد التعامل معها، مثل ضيق النفس، أو الإعياء، أو فقد الوزن، أو ألم الصدر، أو الارتباك، أو التغير في درجة الوعي. يمكنهم كذلك علاج حالات المرض الحادة الخطيرة التي تؤثر على أجهزة مختلفة في نفس الوقت، كما يمكنهم إدارة الأمراض المزمنة المتعددة في مريض واحد أو ما يعرف بـ«المراضة المشتركة».
الأطباء المتخصصون في الطب الباطني العام ليسوا بالضرورة أقل خبرة من أخصائيي العضو الواحد، بل مدربون على دور محدد للعناية بالمرضى أصحاب المشاكل المتعددة المتزامنة أو أصحاب المراضات المشتركة المعقدة.
ربما لأنه من المعقد شرح علاج الأمراض غير المحدودة لعضو واحد، تسبب ذلك في ارتباك بشأن معنى الطب الباطني ودور الطبيب الباطني. الأطباء الباطنيون "Internists" هم أطباء مؤهلون مع دراسات عليا وتدريب في مجال الطب الباطني ويجب عدم الخلط بينهم وبين الأطباء تحت التدريب "Interns" وهم الأطباء في السنة الأولى من تدريب الإقامة. رغم أن الطبيب الباطني قد يتعامل مثل أطباء الرعاية الصحية الأولية، إلا أنه ليس «طبيب الأسرة»، ولا «طبيب عام»، والذين لا يشمل تدريبه البالغين فقط وقد يشمل الجراحة، وطب التوليد، وطب الأطفال. تعرف كلية الأطباء الأمريكية أطباء الباطنة على أنهم «أطباء يتخصصون في منع، واكتشاف، وعلاج الأمراض في البالغين».
يزاول الأطباء الباطنيون عملهم في العيادات والمستشفيات، في نفس اليوم غالبًا. إلا أن ضغط الوقت اضطر العديد منهم لاختيار مكان واحد للعمل إما المستشفى، أو العيادة الخارجية.

## التصديق على المتخصصين
في الولايات المتحدة، تتولى 3 منظمات مسئولية التصديق (منح الشهادة) على الأطباء الباطنيين المدربين (أي الذين أنهوا برامج إقامة تدريبية معتمدة) فيما يخص معرفتهم، ومهاراتهم، وسلوكهم وهي عوامل ضرورية لتوفير رعاية ممتازة للمريض. المنظمات الـ3 هي: المجلس الأمريكي للطب الباطني، ومجلس التقويم العظمي الأمريكي للطب الباطني، والمجلس الأمريكي لتخصصات الأطباء.

## التخصصات الفرعية

### الولايات المتحدة
في الولايات المتحدة، تتولى منظمتان مسئولية التصديق على التخصصات الفرعية وهما: المجلس الأمريكي للطب الباطني، ومجلس التقويم العظمي الأمريكي للطب الباطني. الأطباء عمومًا (وليس فقط الأطباء الباطنيون) الذين ينجحون في امتحان المجلس يحصلون على «ترخيص/تصديق المجلس».

#### المجلس الأمريكي للطب الباطني
يعترف المجلس الأمريكي للطب الباطني بالتخصصات الفرعية التالية:
- طب المراهقين
- طب المناعة، والحساسية، والربو المعني بتشخيص وعلاج الحساسية، والربو، وأمراض جهاز المناعة.[17]
- طب القلب، المعني بالتعامل مع أمراض القلب والأوعية الدموية
- كهربية القلب السريرية
- الطب الحرج

- طب القلب التدخلي
- علم الأورام، المختص في العلاج الكيميائي و/أو المعالجة المناعية للسرطان
- طب الكلى
- طب الرئة، المختص بأمراض الرئة والسبيل التنفسي

- طب الروماتزم، المختص بتشخيص وعلاج أمراض الروماتزم
- طب النوم
- الطب الرياضي

#### الكلية الأمريكية لأطباء التقويم العظمي
تعترف الكلية الأمريكية لأطباء التقويم العظمي بالتخصصات الفرعية التالية:
- - حساسية/علم المناعة
  - طب القلب
  - طب حرج
  - علم الغدد الصم
  - طب الجهاز الهضمي
  - طب المسنين
  - علم الدم/علم الأورام
  - عدوى
  - طب نووي
  - طب الكلى
  - طب الرئة
  - طب الروماتزم

### المملكة المتحدة
في المملكة المتحدة، الكليات الملكية الطبية الـ3 (كلية الأطباء الملكية في لندن، وكلية الأطباء الملكية في إدنبرة، وكلية الأطباء والجراحين الملكية في جلاسكو) مسئولة عن وضع المناهج وبرامج التدريب عن طريق المجلس الملكي المشترك لتدريب الدراسات العليا، رغم أن العملية تتم مراقبتها واعتمادها من المجلس الطبي العام (الذي يحتفظ بأحقية تسجيل الأخصائيين).
الأطباء الذين أنهوا تعليمهم الطبي يقضون سنتين في التدريب التأسيسي لإكمال المنهج الأساسي للدراسات العليا. بعد الحصول على عضوية الكلية الملكية للأطباء، يختار الأطباء أحد التخصصات الطبية التالية:
- الطب الحاد
- الحساسية
- طب السمع والاتزان
- طب القلب
- علم الوراثة الطبية
- الفيزيولوجيا العصبية
- طب الغدد الصم ومرض السكري
- طب الجهاز الهضمي والكبد
- الطب العام (الباطني)
- طب المسنين
- طب الدم
- طب المناعة
- علم الأورام
- طب العيون
- طب الأعصاب
- الطب النووي
- طب القلب في الأطفال
- طب الرعاية التلطيفية
- الطب الطبيعي وإعادة التأهيل
- طب الكلى
- طب الرئة
- طب الروماتزم
- الطب الرياضي
- طب المناطق الحارة

## التشخيص الطبي والعلاج
يركز الطب الباطني بشكل رئيسي على فن التشخيص والعلاج باستخدام الأدوية، إلا أن الكثير من التخصصات الفرعية تشمل بعض الإجراءات:
- طب القلب: رأب الوعاء، وتقويم نظم القلب، واستئصال قسطري
- الطب الحرج: تهوية ميكانيكية
- طب الجهاز الهضمي: تنظير داخلي وتصوير البنكرياس والأقنية الصفراوية بالتنظير الباطني بالطريق الراجع
- طب الكلى: غسيل كلوي
- طب الرئة: تنظير القصبات

## قراءة إضافية
- Goldman، Lee (15 أبريل 2001). "Key challenges confronting internal medicine in the early twenty-first century". The American Journal of Medicine. ج. 110 ع. 6: 463–470. DOI:10.1016/S0002-9343(01)00649-0. PMID:11331058.
- Meltzer، David؛ Manning, WG؛ Morrison, J؛ Shah, MN؛ Jin, L؛ Guth, T؛ Levinson, W (3 ديسمبر 2002). "Effects of Physician Experience on Costs and Outcomes on an Academic General Medicine Service: Results of a Trial of Hospitalists". Annals of Internal Medicine. ج. 137 ع. 11: 866–74. DOI:10.7326/0003-4819-137-11-200212030-00007. PMID:12458986.
- Salerno، Stephen M؛ Landry, Francis J؛ Kaboli, Peter J (1 فبراير 2001). "Patient perceptions of the capabilities of internists: a multi-center survey". The American Journal of Medicine. ج. 110 ع. 2: 111–117. DOI:10.1016/S0002-9343(00)00666-5. PMID:11165552.
- Sox، Harold C (15 يونيو 2001). "Supply, demand, and the workforce of internal medicine". The American Journal of Medicine. ج. 110 ع. 9: 745–749. DOI:10.1016/S0002-9343(01)00756-2. PMID:11403763.
- Wetterneck، Tosha B.؛ Linzer, M؛ McMurray, JE؛ Douglas, J؛ Schwartz, MD؛ Bigby, J؛ Gerrity, MS؛ Pathman, DE؛ وآخرون (25 مارس 2002). "Worklife and Satisfaction of General Internists". Archives of Internal Medicine. ج. 162 ع. 6: 649–56. DOI:10.1001/archinte.162.6.649. PMID:11911718.

## روابط خارجية
- The American Academy of Allergy, Asthma & Immunology (AAAAI); American Board of Allergy & Immunology (ABAI)
- International Society of Internal Medicine
- Internal Medicine Society of Australia and New Zealand نسخة محفوظة 31 أغسطس 2016 على موقع واي باك مشين.
- The American Board of Internal Medicine
- Canadian Society of Internal Medicine نسخة محفوظة 15 يوليو 2006 على موقع واي باك مشين.
- The American College of Osteopathic Internists
- American College of Physicians